# Phare d'Oswego Harbor
Le phare d'Oswego Harbor (en anglais : Oswego Harbor West Pierhead Light Light), est un phare actif situé au bord du Lac Ontario au port de la ville d'Oswego, dans le Comté d'Oswego (État de New York).
Il est inscrit au Registre national des lieux historiques depuis le 1° décembre 2000 .

## Histoire
Le phare actuel a été construit en 1934 pour remplacer un ancien phare construit en 1880. Il se trouve au bout d'un brise-lames de 610 m à l'embouchure de la rivière Oswego, s'étendant sur le lac Ontario. En 1936, un quartier attaché du gardien d'une histoire a été ajouté. Il est accessible par bateau ou par voie terrestre au-dessus du brise-lames attenant. Il n'est pas ouvert au public. Il appartient à la ville d'Oswego et est exploité par la United States Coast Guard.
Le 4 décembre 1942, un bateau transférait des gardiens du phare lors d’un changement de gardien. Six gardes-côtes sont morts dans cet incident. La station est restée ouverte jusqu'en 1968, année de son automatisation. La lentille de Fresnel de quatrième ordre d' origine a été transférée au H. Lee White Marine Museum (en) en 1995. C'est le seul phare à Oswego encore debout sur quatre. La lumière fonctionne actuellement à l'énergie solaire.

### Construction
La tour est située sur un énorme caisson en béton et maçonnerie qui dépasse d'environ 5 mètres au-dessus de la surface moyenne du lac.
La superstructure est composée de tôles en acier et de murs en fer boulonnés, d'un toit, de portes et de volets. Il a un logement à un toit en croupe sur un étage avec une tour de trois étages à l'angle nord-est du caisson. Le caisson contient un grand sous-sol pour les fournitures et une porte en acier à l'ouest menant au brise-lames. Des échelles en retrait se trouvent aux deux élévations pour permettre l’accès aux portes et au pont supérieur. Le premier étage contient les pièces d'habitation. L'intérieur comprend les espaces salon, chambre à coucher, cuisine, couloir et salle de bain. Les finitions incluent des murs en plâtre, des carreaux de sol en vinyle et amiante et des boiseries en bois vernis. Une cheminée en tôle d'acier s'élève à travers le toit au coin sud-ouest du feu. Le quatrième niveau contient la salle de lanterne qui est surmontée d'un toit conique.
Le 1er juin 2006, le phare a été déclaré excédentaire et la demande de transfert en vertu de la loi de 2000 sur la préservation des phares historiques a été attribuée à la ville d'Oswego le 18 mai 2009.

## Description
Le phare  est une tour quadrangulaire en métal avec une galerie et une lanterne de 12 m de haut, s'élevant au coin d'une maison de gardien. La tour est peinte en blanc et la lanterne est noire. Il émet, à une hauteur focale de 17,5 m, un éclat blanc et rouge alternativement par période de 4 secondes. Sa portée est de 9 milles nautiques (environ 17 km).
il est aussi équipé d'une corne de brume automatique émettant un blast de 3 secondes par période de 30 secondes.
Identifiant : ARLHS : USA-571 ; USCG : 7-2080 .
|                  |
| Le premier phare |

|                            |
| Le phare actuel (position) |

### Lien connexe
- Liste des phares de l'État de New York